# Rottleberode
Rottleberode este o comună în Saxonia-Anhalt, Germania